# Irish Republican Army (1922–1969)
Die Irish Republican Army (IRA) von 1922 bis 1969 war eine Untergruppe der ursprünglichen Irish Republican Army, die im irischen Bürgerkrieg gegen den Irischen Freistaat kämpfte. Sie bestand als Untergrundorganisation in der Republik Irland sowie dem Vereinigten Königreich von Großbritannien und Nordirland bis 1969, als sich die IRA in die Provisional IRA (PIRA) und die Official IRA (OIRA) spaltete.
Sämtliche Organisationen, welche sich englischsprachig als IRA bezeichnen, tragen offiziell in irischer Sprache in der Nachfolge der Irish Volunteers die Bezeichnung Óglaigh na hÉireann („Freiwillige Irlands“) ohne jeden Zusatz. Dieselbe Bezeichnung führen auch die Streitkräfte der Republik Irland, die Irish Defence Forces.

## Geschichte
Die ursprüngliche IRA führte im Irischen Unabhängigkeitskrieg zwischen 1919 und 1921 einen Guerillakrieg gegen die britische Herrschaft in Irland. Nach der Unterzeichnung des Anglo-Irischen Vertrages spaltete sich die IRA in Befürworter und Gegner des Vertrags. Die Anti-Vertragsparteien, manchmal von den Freistaatskräften als Irregulars bezeichnet, verwendeten weiterhin den Namen Irish Republican Army (IRA) oder auf Irisch Óglaigh na hÉireann, ebenso wie die Organisation in Nordirland, die ursprünglich den Anglo-Irischen Vertrag unterstützte. Im irischen Bürgerkrieg (1922–23) ergaben sich im Mai 1923 die Gegner des Vertrags. Ihr Stabschef Frank Aiken ordnete an, die Waffen zu vergraben, wodurch der Bürgerkrieg ein Ende fand. Die IRA bestand als Untergrundorganisation in der Republik Irland sowie dem Vereinigten Königreich von Großbritannien und Nordirland fort. Der irische Premier Eamon de Valera war ursprünglich als Führer der Fraktion der Vertragsgegner in der Partei Sinn Féin selbst ein führender politischer Kopf innerhalb der IRA. Er befürchtete aber, dass die Anschläge gegen britische Ziele die Neutralität Irlands gefährdeten. Er tat daher sein Möglichstes, um die Strukturen der IRA zu zerschlagen.
Bereits in den 1930er Jahren gab es innerhalb der IRA einen Meinungswandel bezüglich der politischen Einschätzung der Lage in Irland. Die Regierungen Nordirlands und des Irischen Freistaats wurden zwar weiterhin als Institutionen angesehen, die die Teilung Irlands aufrechterhielten und damit eine Ausübung des Selbstbestimmungsrechtes des irischen Volkes verhinderten. Es wurden aber qualitative Unterschiede anerkannt: Während Nordirland weiterhin unter direkter Kontrolle Großbritanniens stünde, gäbe es im Süden der Insel ein gewisses Maß an Autonomie. Der Armeerat der IRA wies daher die Mitglieder in der General Army Order No. 8 an, weder Einrichtungen noch Repräsentanten der Irischen Republik anzugreifen.
Nach der letztlich erfolglosen Border Campaign der 1950er Jahre versuchte sich die IRA ab 1962 neu zu orientieren. Dabei gewannen linksorientierte Kräfte innerhalb der Organisation an Einfluss, die der IRA eine marxistische Prägung gaben und sie vom bewaffneten Kampf wegführen wollten. Vielmehr sahen sie die Zukunft in der politischen Auseinandersetzung. Die auf dramatische Weise eskalierenden Unruhen der 1960er Jahre überraschten die IRA, die als bewaffnete Bewegung kaum mehr existent war.
Zu Beginn des Nordirlandkonflikts zum Jahreswechsel 1969/70 kam es zu einer politisch-ideologischen Spaltung in einen größeren, gewaltbereiteren und nationalistisch orientierten Flügel, die Provisional IRA (PIRA) und in einen marxistisch orientierten Flügel, die Official IRA (OIRA). 1972 verkündete die Official IRA einen einseitigen Waffenstillstand und trat danach nur noch selten in Erscheinung, ohne sich jedoch offiziell aufzulösen oder zu entwaffnen. Ehemalige Mitglieder, die mit dem Waffenstillstand nicht einverstanden waren, gründeten 1974 die konkurrierende Irish National Liberation Army (INLA), wodurch es untereinander zu mehreren blutigen Fehden kam.